# Birkenstock
Birkenstock Group B.V. & Co. KG je firma vyrábějící obuv, která sídlí ve městě Linz am Rhein v Německu. Její tradice sahá do roku 1774, kdy je v hesenské vsi Langen-Bergheim doložena ševcovská živnost Johanna Adama Birkenstocka. Jeho následníkem byl Konrad Birkenstock, který roku 1896 otevřel dva obchody ve Frankfurtu a začal vyrábět boty vybavené korkovou vložkou, snadno se přizpůsobující tvaru nohy. V roce 1925 otevřel Birkenstock velkou továrnu s nepřetržitým provozem ve Friedbergu.
Firma kladla důraz na praktičnost a zdravotní dopady, zavedla pro zákazníky odborné poradenství v oboru ortopedie a vyvinula pohodlné sandálové pantofle s podrážkou z korku a latexu. Symbolem značky se stal model Madrid z roku 1963 s jedinou koženou přezkou, která je při chůzi přidržována prsty a tím posiluje svalstvo dolních končetin. Margot Fraserová uvedla boty Birkenstock na trh v USA, kde se staly díky snadnému nošení a přírodním materiálům součástí kultury hippies.
Birkenstock vyrábí okolo tří set typů bot a spolupracuje s předními módními návrháři jako Rick Owens nebo Phoebe Philo. V roce 2021 získala rozhodující podíl akcií společnost L Catterton, která patří ke koncernu LVMH – Moët Hennessy Louis Vuitton.